# Приокский (Тульская область)
Прио́кский — посёлок сельского типа в Заокском районе Тульской области. Входит в Малаховское муниципальное образование.

## География
Посёлок расположен на севере Тульской области, в северной части Заокского района, недалеко от границы с Московской областью, в непосредственной близости от станции Приокская, от которой и получил своё название.
Рядом с посёлком находятся деревни Свинская, Прокшино и Подмоклово.
Близость посёлка к станции Приокская Курского направления Московской железной дороги, является важным фактором благоприятной транспортной доступности посёлка. На поездах пригородного сообщения от станции Приокская, без пересадок, возможно добраться до административного центра района пгт Заокский, административного центра области города Тула или до столицы Российской Федерации города Москвы.

## Население
| 2010 |
| ---- |
| 71   |

## История
Посёлок получил своё название от расположенной рядом с посёлком одноимённой станции.
В посёлке расположен Детский бронхолегочный санаторий № 19 Департамента здравоохранения города Москвы, который был образован на месте помещичьей усадьбы в 1936 году.
На территории поселка располагается разрушенная усадьба, фрагменты заброшенного яблоневого сада, кипарисовая аллея. На пруду вблизи усадьбы располагалась не сохранившаяся до наших дней, лодочная станция. Санаторий первоначально располагался в главном здании усадьбы. Впоследствии для санатория был построен новый корпус и усадьба стала использоваться как общежитие для сотрудников санатория. После того как здание было признано аварийным, жителей расселили в близлежащие дома, а здание в скором времени пришло в запустение и частично разрушилось.
Также рядом с санаторием, на территории поселка располагался пионерский лагерь. После пожара произошедшего приблизительно в конце 80-х годов не восстанавливался.
В посёлке, кроме санатория, отсутствуют какие-либо предприятия или организации. Трудоспособное население посёлка трудоустроено в санатории, или в близлежащих населённых пунктах.
Посёлок не имеет внутреннего деления.